# Edwin Edwards

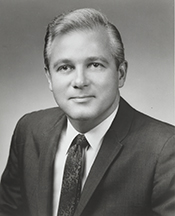
Edwin Edwards

Edwin Washington Edwards (* 7. August 1927 in Marksville, Louisiana; † 12. Juli 2021 in Gonzales, Louisiana) war ein US-amerikanischer Politiker. Er war zwischen 1972 und 1996 drei Mal Gouverneur des Bundesstaates Louisiana. Außerdem vertrat er seinen Staat zwischen 1965 und 1972 im US-Repräsentantenhaus in Washington. Von 2001 bis 2011 verbüßte er eine Haftstrafe wegen krimineller Geschäfte (Racketeering), Erpressung, Geldwäsche und Betrug im Bundesgefängnis in Oakdale.

## Frühe Jahre und Aufstieg in Louisiana
Edwin Edwards besuchte zunächst die örtlichen Schulen seiner Heimat und dann die Louisiana State University. In der Endphase des Zweiten Weltkriegs unterbrach er sein Studium, um im Fliegerkorps der US-Marine zu dienen. Nach dem Ende des Krieges setzte er sein Jurastudium fort und wurde im Jahr 1949 nach seiner Zulassung als Rechtsanwalt in Crowley in diesem Beruf tätig. Dabei waren ihm seine französischen Sprachkenntnisse sehr hilfreich, da es in Louisiana zur damaligen Zeit noch immer zahlreiche Menschen gab, die das Französische der Englischen Sprache vorzogen.
Edwards wurde Mitglied der damals in Louisiana alles beherrschenden Demokratischen Partei. Zwischen 1954 und 1964 war er Mitglied im Stadtrat von Crowley. In den 1950er Jahren war er auch zeitweise als Richter am dortigen Gericht eingesetzt. Im Jahr 1964 wurde er gegen Bill Cleveland in den Senat von Louisiana gewählt, der zuvor 20 Jahre lang dieses Mandat innegehabt hatte. Im Senat unterstützte er Gouverneur John McKeithen.

## Privatleben
1949 heiratete er die spätere US-Senatorin Elaine S. Edwards. Die beiden bekamen vier gemeinsame Kinder, je zwei Töchter und Söhne. 1989, nach 40 Ehejahren, ließ sich das Paar scheiden. 1994 trat Edwards, zu diesem Zeitpunkt bereits 67 Jahre alt, mit der 33 Jahre alten Candy Picou vor den Traualtar. Während seines Gefängnisaufenthaltes ließ sich das Paar im Jahr 2004 scheiden. Im Juli 2011 heiratete der 83 Jahre alte Edwin Edwards die 32 Jahre alte Tina Grimes. Anfang August 2013 wurde das Paar Eltern eines Sohnes und Edwin Edwards mit 85 Jahren noch einmal Vater.
Edwin Edwards war auch weitläufig mit dem ehemaligen Kongressabgeordneten Charles Boustany verwandt. Boustanys Ehefrau Bridget Edwards ist die Tochter von Nolan Edwards, dem Bruder von Edwin Edwards und somit Edwards’ Nichte.

## Edwards im US-Repräsentantenhaus
Nach dem Unfalltod des Kongressabgeordneten Theo Ashton Thompson fand in Louisiana eine außerordentliche Wahl zur Neubesetzung dieses Amtes statt, die Edwards gewann. Nach einigen Wiederwahlen konnte er sein Mandat in Washington zwischen dem 2. Oktober 1965 und dem 9. Mai 1972 ausüben. Dort setzte er sich als einer der wenigen Abgeordneten aus den Südstaaten für die Ausweitung des Wahlrechts (Voting Rights Act) ein.

## Drei Amtszeiten als Gouverneur

### 1972 bis 1980
Im Jahr 1971 wurde Edwards zum neuen Gouverneur seines Staates gewählt. Dabei musste er sich zunächst in den Vorwahlen gegen starke Konkurrenz aus der eigenen Partei durchsetzen. Bei der eigentlichen Wahl gewann er gegen den Kandidaten der Republikanischen Partei, David C. Treen. Edwards verdankte seinen Wahlsieg auch den Stimmen der kreolischen und afro-amerikanischen Wähler seines Staates. Er trat sein neues Amt am 9. Mai 1972 an und konnte nach einer Wiederwahl im Jahr 1975 bis zum 10. März 1980 im Amt bleiben. Gleich zu Beginn seiner Amtszeit wurde die seit 1921 gültige Staatsverfassung überarbeitet. Die neue Verfassung trat 1975 in Kraft und führte zu einer Reform der Regierungsstrukturen von Louisiana. Seither wird dem Kabinett mehr Bedeutung zugemessen. Viele vorherige Gremien und Ausschüsse wurden überflüssig oder mit anderen zusammengelegt. Unabhängig davon führte der Gouverneur ein neues Vorwahlprinzip in Louisiana ein. Dieses wurde unter dem Namen „Jungle Primary System“ bekannt und legte die getrennten internen Vorwahlen der einzelnen Parteien zu einer einzigen allgemeinen Vorwahl zusammen. Im Ergebnis ergibt sich dadurch (trotz unterschiedlicher Bezeichnungen) ein Wahlsystem wie das moderne französische mit einer allgemeinen Vorrunde, gefolgt von einer Stichwahl zwischen den beiden stärksten Kandidaten der Vorrunde. Jedoch gilt dieses System nur für Ämter innerhalb des Bundesstaates, für nationale Ämter wie etwa das US-Präsidentenamt wird in Louisiana genauso wie in den anderen Bundesstaaten auch abgestimmt. Ursprünglich wollte der Gouverneur durch das neue Wahlsystem seine eigene Stellung festigen. In der Praxis wurde auf diese Weise der Aufstieg der Republikanischen Partei in Louisiana eingeleitet.
Nach dem Tod von US-Senator Allen J. Ellender ernannte Edwards seine Frau Elaine S. Edwards zu dessen Nachfolgerin bis zu den Kongresswahlen. Gouverneur Edwards unterstützte die Bürgerrechtsbewegung und berief zahlreiche Afro-Amerikaner und Frauen in Regierungsämter. Am Ende seiner zweiten Amtszeit 1980 konnte der Gouverneur auf einen ausgeglichenen Haushalt verweisen. Das hatte er aufgrund von Steuererhöhungen und mit Hilfe einer guten wirtschaftlichen Entwicklung geschafft. Allerdings gab es damals auch einige Korruptions- und Bestechungsvorwürfe gegen den Gouverneur und einen Teil seiner Beamten. Es gelang dem Gouverneur aber, sich erfolgreich aus der Affäre zu ziehen. Aufgrund einer Verfassungsklausel durfte er 1980 nicht für eine dritte zusammenhängende Amtszeit kandidieren. So musste er im März 1980 seinen Posten an den Republikaner David Treen übergeben, der seit über 100 Jahren der erste Republikaner in diesem Amt war.

### 1984 bis 1988
Nach dem Ausscheiden aus seinem Amt im Jahr 1980 zog sich Edwards zunächst aus der Politik zurück. Er machte aber klar, dass er bei den nächsten Wahlen wieder für das Amt des Gouverneurs kandidieren wolle. Bei der folgenden Wahl gelang es ihm, den Amtsinhaber Treen zu schlagen. Seine nun folgende dritte Amtszeit verlief für Edwards eher unglücklich. Sie begann am 10. Mai 1984 und endete auf den Tag genau vier Jahre später. Der fallende Ölpreis jener Zeit ließ auch das auf dem Öl basierende Steuereinkommen schrumpfen. Das führte zu einer Belastung des Staatshaushalts. Edwards reagierte darauf mit einer allgemeinen Steuererhöhung, die aber sehr unpopulär war und seine Zustimmungsquote beim Volk tief in den Keller sinken ließ. Dann wurde er von einem Bundesstaatsanwalt namens John Voltz wegen Betrugs, Behinderung der Justiz und Bestechung im Zusammenhang mit der Auftragsvergabe für die staatlichen Krankenhäuser angeklagt. Erneut gelang es dem Gouverneur einen Freispruch zu erreichen. Aber bei dem Prozess wurde deutlich, dass nicht alles mit rechten Dingen zugegangen war. Es kam ans Licht, dass er unter falschen Namen in Las Vegas Spielschulden gemacht hatte, die er später mit Geld aus unbekannten Quellen beglichen hatte. Sein späterer Versuch, das Glücksspiel zu legalisieren und eine staatliche Lotterie in Louisiana einzuführen, wurde abgelehnt. Nachdem seine Popularität auf einem Tiefpunkt angelangt war, verzichtete Edwards 1988 auf eine erneute Kandidatur und übergab sein Amt an seinen Nachfolger Buddy Roemer. Hinter den Kulissen arbeitete er aber bereits an einer Rückkehr.

### 1992 bis 1996
Obwohl Edwards nach den Ereignissen seiner dritten Amtszeit eigentlich als politisch chancenlos galt, trat er im Jahr 1992 noch einmal bei den Vorwahlen zur Gouverneurswahl an. Ein Spötter soll gesagt haben, er hätte nur eine Chance, wenn er gegen Adolf Hitler kandidieren würde. In der Tat entwickelte sich ein ähnliches Szenario. In den Vorwahlen stellte sich David Duke, der frühere Führer des Ku-Klux-Klan, als sein Hauptgegner heraus. Nun stand Louisiana vor der Wahl zwischen einem Klansmann und Edwards. Das führte dazu, dass selbst prominente Republikaner, unter ihnen Präsident George Bush sowie die früheren Gouverneure Treen und Roemer, Edwards als das kleinere Übel ansahen und seine Wahl unterstützten. Viele Bürger klebten den spöttischen Wahlslogan Vote for the crook, it's important! (Wählt den Betrüger, es ist wichtig!) auf ihre Autos. Auf diese Weise schaffte Edwards seine erneute Rückkehr in das Gouverneursamt, das er am 12. März 1992 antrat und in dem er bis zum 8. Januar 1996 verblieb. In seiner vierten und letzten Amtszeit setzte er dann doch den Bau eines Spielkasinos in New Orleans durch. Er vergab auch persönlich Lizenzen an 15 Betreiber von Kasinos auf Flussschiffen. Mit der Überwachung des Glücksspiels und der Vergabe von Lizenzen wurde sein alter Freund Paul Fontenot ernannt, der gleichzeitig Leiter der Polizei in Louisiana war.

## Anklage und Verurteilung
Nach dem Ablauf seiner letzten Amtszeit zog sich Edwin Edwards in sein Heim in Baton Rouge zurück. Inzwischen hatten aber die Bundesbehörden weiter gegen ihn ermittelt. Im Jahr 1998 erhob Bundesstaatsanwalt Eddie Jordan Anklage in 26 Punkten gegen Edwards. Dieser wurde nun in 17 Punkten für schuldig gesprochen. Darunter waren kriminelle Geschäfte (Racketeering), Erpressung, Geldwäsche und Betrug. Sein Sohn Stephen Edwards wurde in 18 Punkten schuldig gesprochen. Edwin Edwards, der sich für unschuldig erklärte, wurde zu einer bis zum Jahr 2011 laufenden Gefängnisstrafe verurteilt. Am 13. Januar 2011 wurde Edwards auf freien Fuß gesetzt.

## Erneute Kandidatur für den Kongress 2014
Am 17. März 2014 gab Edwards bei einem Auftritt im Presseclub von Baton Rouge bekannt, dass er im sechsten Wahlbezirk von Louisiana für einen Sitz im US-Repräsentantenhaus kandidieren wird. Im September 2014 nominierte ihn der Parteivorstand der Demokraten von Louisiana als offiziellen Kandidaten seiner Partei für die Wahlen im November des Jahres. Er musste sich aber letztlich dem Republikaner Garret Graves geschlagen geben.